# 1432
Năm 1432 là một năm trong lịch Julius.